# Pointe-Claire
Pointe-Claire är en stad i provinsen Québec i Kanada. Invånarantalet 2021 var 33 488.
Kommunen är officiellt tvåspråkig (franska och engelska), med 53 % engelsktalande och 25 % fransktalande (modersmålstalare) vid folkräkningen 2021.

## Artikelursprung
Den här artikeln är helt eller delvis baserad på material från engelskspråkiga Wikipedia, 2 februari 2014.